# Dave Kitson
David Barry Kitson (Hitchin, 21 gennaio 1980) è un allenatore di calcio ed ex calciatore inglese, di ruolo attaccante.

## Palmarès

### Club

#### Competizioni nazionali
- Campionato inglese di seconda divisione: 1

Reading: 2005-2006

### Individuale
- Squadra dell'anno della PFA: 1

2002-2003 (Division Three)